# Sàrdica
Sàrdica (Σαρδική, la variant Sèrdica fou més usat pels grecs i Sàrdica pels romans) fou una ciutat de la Mèsia Superior.
El 294 aC fou inclosa a la província de Dàcia Inferior i convertida en la capital. Sota Lluci Domici Aurelià fou esmentada com Ulpia Sardica. A la seva rodalia hi va néixer l'emperador Maximià. Àtila va destruir la ciutat però fou restaurada (segle v). A l'edat mitjana apareix esmentada sota el nom de Triaditza (Τριάδιτζα) que podria ser el seu nom traci original. Les ruïnes són una mica al sud de la moderna capital búlgara Sofia.